# Odbicie jasyru (obraz Józefa Brandta)
Odbicie jasyru (inne tytuły Jasyr, Odbicie jasyru. Bitwa pod Martynowem, Bitwa Koniecpolskiego z Tatarami pod Martynowem) – obraz olejny namalowany przez polskiego malarza Józefa Brandta w 1878, znajdujący się w zbiorach Muzeum Narodowego w Warszawie.

## Opis
5 czerwca 1624 Tatarzy krymscy pod wodzą Kantymira Murzy dokonali najazdu na ziemie Rzeczypospolitej od strony Wołoszczyzny na Pokucie celem zdobycia łupów i wzięcia ludności w jasyr. Tatarzy doszli aż do środkowej Małopolski, po czym widząc narastający opór polskiej ludności postanowili zawrócić. Dowodzący polskimi wojskami hetman polny koronny Stanisław Koniecpolski postanowił zebrać więcej sił i przygotować zasadzkę na wracających z łupami i jasyrem Tatarów na brodzie pod wsią Martynów na zachodniej Ukrainie.
Obraz Józefa Brandta przedstawia scenę odbicia polskich jeńców z obozu tatarskiego zwanego koszem, podczas bitwy pod Martynowem 20 czerwca 1624. Panoramicznie ujęty obóz wypełniony jest masą ludzi, w środku widoczna jest grupa oswobodzonych kobiet i mężczyzn, którzy gwałtownymi gestami ujawniają swoje uczucia: radość z wolności miesza się z szokiem i wściekłością na Tatarów. Główna scena bitwy rozgrywa się na dalszym planie pośrodku, zaznaczona dymem unoszącym się nad walczącymi. Wokół widoczne są postacie rannych i zabitych, porzucone łupy, namioty, bydło i wielbłądy. Po lewej stronie widoczni są brodzący w wodzie uciekający jeźdźcy tatarscy. Horyzont zamykają łagodne wzgórza z ołowiano-szarym niebem a wyżej błękitnym. Plamy słonecznego światła wydobywają sceny z dalszego planu.